# Обстріл села Алханли (Азербаджан)
4 липня 2017 року о 20:40 Збройні сили Вірменії здійснили обстріл зі 82-х і 120-ти міліметрових мінометів і станкових гранатометів по селу Алханли, що у Фізулінському районі. Внаслідок інциденту загинули жителі села: дворічна дівчинка Захра  Гулієва та її 50-річна бабуся Сахиба Гулієва. Ще одна мешканка населеного пункту отримала осколкові поранення і була доставлена у військовий госпіталь, де її негайно прооперували.
На інцидент швидко відреагувала Туреччина, назвавши його «ганебним» і таким, що «суперечить міжнародному праву і людським цінностям». Міноборони Азербайджану поклало повну відповідальність за «криваву провокацію» на військово-політичне керівництво Вірменії. За словами прес-служби відомства обстріли населених пунктів країни уздовж лінії зіткнення носять систематичний характер. Крім того міністерство закликало міжнародні організації зажадати від вірменської сторони негайного виведення її військ з Нагірного Карабаху.
Співголови Мінської групи висловили співчуття сім'ям загиблих та закликали сторони негайно припинити бойові дії і сісти за стіл переговорів. З такою ж пропозицією виступив і прес-секретар ООН Стефан Дюжаррі. Ряд сенаторів і членів парламенту Сполученого Королівства, Франції, Німеччини і Росії засудили вірменську сторону.
Своєю чергою заступник міністра закордонних справ Вірменії Шаварш Кочарян представив власну версію ходу подій, хоч і не заперечив повністю причетність своєї країни. За його словами саме збройні сили Азербайджану спровокували обстріл мирного села, оскільки першими відкрили вогонь з реактивної системи залпового вогню TR-107 по одній із військових частин, розташованій на південному напрямку.
Армія оборони Арцаха у відповідь здійснила обстріл позицій супротивника, внаслідок якого загинули мирні жителі, яких Азербайджан, за твердженнями вірменської сторони, використовує як «живий щит». Представник міноборони Азербайджану Вагіф Даргаллі категорично заперечив дані твердження.
7 липня азербайджанська армія «з метою запобігання підготовки провокації» завдала у відповідь ряд ударів по вірменським підрозділам у Фізулінсько-Ходжавендському напрямку фронту. За заявами мінооборони держави було знищено велику кількість живої сили, виведені з ладу кілька одиниць бойової техніки і об'єкти військової інфраструктури. Армія оборони Арцаха підтвердила, що тільки 3 її військовослужбовців отримали осколкові поранення різного ступеня важкості.